# Elatostema obscurinerve
Elatostema obscurinerve är en nässelväxtart som beskrevs av Wen Tsai Wang. Elatostema obscurinerve ingår i släktet Elatostema och familjen nässelväxter. Inga underarter finns listade i Catalogue of Life.